# Osório César
Osório Thaumaturgo Cesar (Parahyba, 17 de novembro de 1895 — Franco da Rocha, 3 de dezembro de 1979) foi um renomado anatomopatologista, psiquiatra e intelectual brasileiro, notabilizado como um dos pioneiros no uso da arte como recurso terapêutico em psiquiatria, bem como por sua oposição aos métodos agressivos de tratamento de alienados então vigentes. Formado a princípio em odontologia em São Paulo, graduou-se em medicina no Rio de Janeiro e viajou em seguida para a Europa, onde trabalhou no Hospital da Salpêtrière ao lado dos discípulos de Carl Gustav Jung, fundador da psicologia analítica, dentre os quais Henri Piéron. Osório César e Durval Marcondes, ambos médicos do Asilo de Alienados de Juquery são reconhecidos como dois dos principais interlocutores brasileiros de Sigmund Freud. A dupla arrebatada pelas teorias freudianas, anunciada pelo preceptor Francisco Franco da Rocha participam da fundação da Sociedade Brasileira de Psicanálise de São Paulo (1927) e da seção carioca criada por Juliano Moreira (1928). Durval Marcondes recebeu quatro correspondências, enquanto César teria recebido três mensagens. As narrativas historiográficas destacam ainda os médicos Arthur Ramos, Júlio Pires Porto Carrero e Gastão Pereira da Silva como os primeiros discípulos de Freud no Brasil, apontados como os pioneiros na difusão de seus pensamentos.

## Biografia
Simpatizante do comunismo, foi preso diversas vezes por manifestar sua orientação política e ideológica, frequentou o meio artístico paulistano e exerceu considerável influência sobre a arte de sua companheira, Tarsila do Amaral, a influenciando a abordar a temática social em suas obras. Trabalhou por mais de quatro décadas no Hospital Psiquiátrico do Juqueri, na cidade Franco da Rocha na Grande São Paulo, onde criou o Laboratório de Pesquisas Plásticas, em 1923, implementando atividades de estímulo à produção artística dos pacientes. Os resultados com a consolidação dos estudos e observações realizadas no decurso de seis anos são publicados na obra A expressão artística nos alienados: contribuição para o estudo dos símbolos na arte (1929), o prefácio foi assinado por Cândido Motta Filho, partidário dos ideais modernistas, inscrito como um dos signatários na criação da Sociedade Brasileira de Psicanálise de São Paulo, imortal da Academia Brasileira de Letras, que empreendeu visitas a Osório César no Asilo de Alienados de Juquery na década de 1920. As aproximações entre arte e loucura analisadas por Osório César pautadas pela perspectiva freudiana convergiam com as propostas dos intelectuais parisienses, André Breton, Benjamin Péret, Louis Aragon, Phillip Soupat e Paul Élouard. O grupo de sobreviventes da Primeira Guerra Mundial é considerado os precursores do primeiro Manifesto Surrealista (1924), no qual, retratam a sua revolta pela barbárie que aniquilou parte da humanidade. Osório César dirigiu a Escola Livre de Artes Plásticas, fundada no final da década de 1940, promoveu mais de cinquenta exposições de desenhos e pinturas de seus internos, atraindo a atenção de nomes como Niobe Xandó, Flávio de Carvalho, Lasar Segall, Mário de Andrade, Lourival Gomes Machado, Sérgio Milliet e Quirino da Silva para as questões relacionadas à arte psicopatológica.
Osório César publicou um grande número de obras sobre a expressão artística dos alienados, dentre os quais Misticismo e Loucura, agraciado com o prêmio maior da Academia Brasileira de Medicina em 1948, e influenciou o trabalho de diversos profissionais ligados ao tema da humanização dos métodos de tratamento psiquiátrico, nomeadamente Nise da Silveira. Em 1974, doou parte de sua coleção de arte psicopatológica ao Museu de Arte de São Paulo. É o patrono da cadeira nº. 68 da Academia de Medicina de São Paulo e foi membro fundador das Sociedades Brasileiras de Psicanálise de São Paulo e Rio de Janeiro. Foi homenageado postumamente com a fundação do Museu Osório César no Hospital do Juqueri, em 1985.